# Revolución de 1859
La Revolución de 1859 fue un alzamiento que se produjo en Chile al final del segundo periodo del gobierno del presidente Manuel Montt que marcó el comienzo del fin de la hegemonía del Partido Conservador y de la República Conservadora.

## Antecedentes
Desde 1851, Chile había sido gobernado por Manuel Montt, quien se caracterizó principalmente por presidir con mano firme y perseguir a sus opositores políticos, como había ocurrido durante casi toda la llamada «República Conservadora». El gobierno Conservador era resistido por varios sectores, principalmente liberales. Además, se había producido la llamada cuestión del Sacristán (1856), que determinó la división del bando conservador en dos partidos, los «ultramontanos» y los «monttvaristas», quienes se unieron a los liberales en la fusión liberal-conservadora.
Por otro lado, con el auge de la minería del cobre y la plata, la provincia de Atacama adquirió importancia como zona productiva para Chile, lo que provocaba rivalidades con las provincias agrícolas del sur. Además, muchos criticaban que gran número de recursos agrícolas y mineros de las provincias habían servido para embellecer o mejorar la infraestructura en ciudades comerciales como Valparaíso o Santiago, pero no para fomentar el desarrollo de la industria propia, incluida la minera. También surgieron demandas por mayor autonomía provincial. Sin embargo, se debe reconocer que las provincias norteñas habían vivido un espectacular proceso de crecimiento y desarrollo económico y demográfico gracias a la riqueza minera de la que la élite local quería tener mayor dominio y participar más de las decisiones del gobierno capitalino. Asimismo, hay que sumar la idea de identidad propia entre la clase gobernante y la población frente a las imposiciones del gobierno central en su plan de «construcción de la idea de nación».
El hecho que determinó el estallido de la revolución fue la proposición de la candidatura de Antonio Varas, ministro de Montt, a la presidencia de la República, que contaba con la oposición desde los sectores más conservadores a los liberales. Para los sectores opositores, Varas era el principal articulador de la represión del gobierno y su posible triunfo suponía para los nortinos un gobierno más autoritario que el existente al momento.[cita requerida]

## Inicio de la rebelión

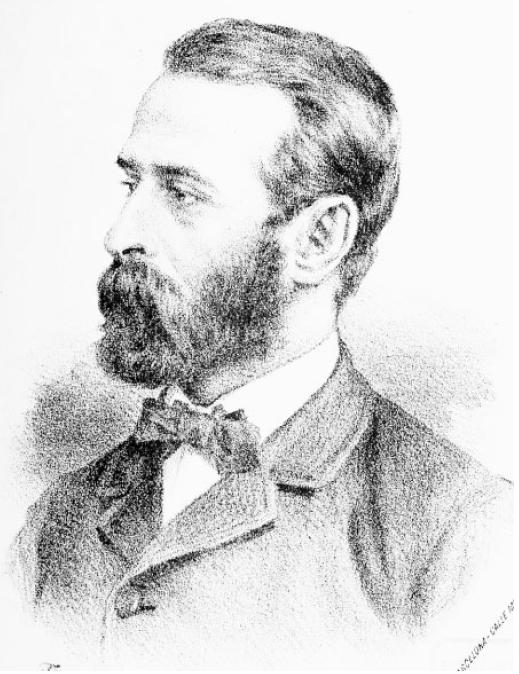
Pedro León Gallo Goyenechea.

Ante lo que parecía un triunfo seguro de Varas, ayudado por la intervención gubernamental, varios grupos radicales y liberales planificaron un golpe de Estado con el objetivo de sacar a Montt del poder e instaurar una nueva institucionalidad. Destacaron en estos grupos las figuras de Manuel Antonio Matta, Isidoro Errázuriz y los hermanos Gallo Goyenechea, en especial Pedro León. Ante esta situación, el gobierno declaró el estado de sitio en toda la República.
El 5 de enero de 1859, en Copiapó, San Felipe, Valparaíso y Concepción, se produjo un alzamiento que, con el correr de los días, se extendió a Talca y Chillán. Salvo en Atacama, los focos revolucionarios fueron sometidos al poco tiempo. El Estado central de inmediato aumentó el tamaño de las fuerzas armadas, de 2750 al inicio de la revuelta a más de 7000.

## Situación en Copiapó
Las causas por las que la revolución liberal arraigó fuertemente pueden establecerse en el deseo de la población en general y sus capas dirigentes de una mayor autonomía del poder central. Además ya no existía la figura de José Joaquín Vallejo, de gran conservadurismo e influencia, que llevó a Copiapó ser parte de las fuerzas del gobierno en la Revolución de 1851, específicamente en el Sitio de La Serena.
Los reclamos que exigían mayor autonomía fueron liderados por Pedro León Gallo Goyenechea, regidor de Copiapó que había sido destituido por el intendente provincial, el coronel José María Silva Chávez, tras un enfrentamiento político entre ambos. Esto llevó a que Silva Chávez se ganara la antipatía general de la población y de los liberales de la comarca.
Hay que mencionar que ni siquiera los liberales de Santiago confiaban en los autonomistas atacameños, de hecho se negaron a suministrarles armas cuando Gallo se las pidió en 1858, pero, ante el éxito que tuvo ahí la revolución, decidieron apoyarlo incentivando insurrecciones en el centro y el sur del país. Si Gallo Goyenechea conseguía derrocar al gobierno, los liberales capitalinos, sabían que debían apoyarlo para conseguir puestos políticos con los que poder controlarlo.
Desde noviembre de 1858, empezó a formarse un grupo político armado en Copiapó llamado «los constituyentes», que serán los principales conspiradores para el levantamiento. A las 20 h del 5 de enero, el militar retirado Pedro Pablo Zapata se adueñó del cuartel de policía local con veinte hombres sin luchar pasando a dominar toda la ciudad. Silva Chávez huyó de la ciudad y Pedro León Gallo fue proclamado «intendente revolucionario» por una asamblea de ciudadanos, el único intendente de la historia chilena no nombrado por el presidente. Se formó un gobierno provisional en Atacama, fue acuñada una moneda propia, llamada «peso constituyente» y se decidió la formación de un ejército con que enfrentar al gobierno. Asimismo, se adoptó como emblema el estandarte azul con la estrella dorada —en 1996, pasó a ser la bandera oficial de Atacama—.
Tenían 450 fusiles, 150 sables, 100 carabinas y 400 lanzas, insuficientes para armar a los 2000 adherentes que reunieron el primer día. Además, había en la provincia 200 policías y 270 soldados, quienes en su mayoría se sumaron al alzamiento, se rindieron o escaparon con Silva Chávez. Pedro León Gallo sabía que Coquimbo y Atacama podían suministrarle 3000 a 4000 hombres, suficientes como para derrocar al gobierno central. Bajo la dirección del ingeniero Anselmo Carabantes, las maestranzas de Copiapó y Caldera demostraron el verdadero potencial militar de Atacama fabricando armas, incluyendo quince piezas de artillería.

## Expansión de la rebelión

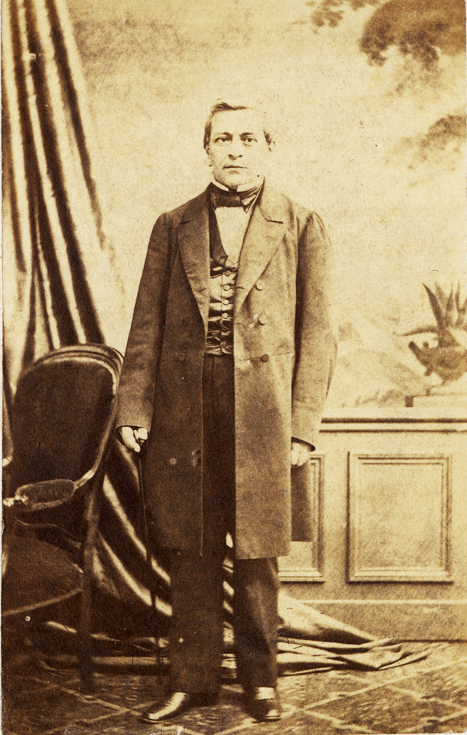
Retrato del presidente Manuel Montt.

El 28 de febrero, Horacio Manterola junto con un centenar de obreros se armaron y atacaron un cuartel; finalmente, tras una feroz lucha los policías, marineros y soldados acantonados en la ciudad de Valparaíso, lograron someterlos a ellos y a otros focos insurrectos.
Mientras el gobierno se ocupó en someter los focos del alzamiento en el centro del país, y gracias al relativo aislamiento de Atacama y las pocas tropas que había ahí, Gallo Goyenechea tomó el puerto de Caldera. En las maestranzas del puerto y de Copiapó, los constitucionalistas fabricaron pistolas, fusiles y quince piezas de artillería. Además, gracias a las armas que compraron o consiguieron de la policía y las guarniciones locales, pudieron armar y entrenar a unos 1200 hombres, aunque eran solo una pequeña parte de los 4000 a 5000 que habían reclutado.
Con este ejército, Gallo Goyenechea marchó al sur y se enfrentó el 14 de marzo a Silva Chávez, quien había armado un ejército con la intención de detenerlo y recuperar Copiapó, en la batalla de Los Loros. Tras su victoria, el caudillo nortino ocupó La Serena e inició diversas campañas sobre Ovalle e Illapel.
Ante el éxito de Gallo, se reactivaron las montoneras liberales en el centro del país y Nicolás Tirapegui consiguió sublevar la guarnición del fuerte de Arauco, reunió a montoneros, guerrilleros, tropas e indígenas para formar un ejército de 2000 hombres con los que marchó contra Chillán; el intendente de la ciudad, el coronel José Manuel Pinto, estableció una línea defensiva en el estero de Maipón donde los derrotó. A la larga, las montoneras de la zona centro-sur fueron vencidas en Pichidegua, con lo que finalizaron sus actividades.

## Fracaso de la revolución
Para detener a Gallo Goyenechea, se alistó un poderoso ejército de 3000 hombres al mando del general Juan Vidaurre-Leal que zarpó de Valparaíso el 26 de abril en cinco barcos. Por su parte, el caudillo reunió 1800 soldados perfectamente armados gracias a los refuerzos llegados de Copiapó. A su ejército, le seguía una reserva sin armas de fuego, que lo podía elevar a los 3000 hombres. Además, sus esfuerzos para conseguir armas en Bolivia y Perú fueron frustrados. 
El 29 de abril, Gallo y Vidaurre se enfrentaron en la batalla de Cerro Grande. Los rebeldes fueron completamente derrotados y Gallo tuvo que huir a San Juan, en un exilio del que no volvió hasta la amnistía de 1863. La Serena fue ocupada de inmediato por Vidaurre y Copiapó fue tomada tras cuatro horas de combate el 12 de mayo.

## Consecuencias
La principal consecuencia de la revolución fue la renuncia de Antonio Varas a la candidatura presidencial. Luego, se propuso como candidato a José Joaquín Pérez Mascayano, quien fue finalmente elegido presidente, lo que puso término a la República Conservadora y dio inicio a la República Liberal.
Las ideas que pregonaban los revolucionarios se plasmaron en la creación del Partido Radical, cuyos pilares fueron el laicismo, la descentralización y una reforma a la Constitución.